# Paraleptophlebia rufivenosa
Paraleptophlebia rufivenosa är en dagsländeart som först beskrevs av Eaton 1884.  Paraleptophlebia rufivenosa ingår i släktet Paraleptophlebia och familjen starrdagsländor. Inga underarter finns listade i Catalogue of Life.